# 获鹿线路所
获鹿线路所位于河北省石家庄市井陉县上安镇，是石太铁路、石太客运专线上的一个铁路线路所，隶属于北京铁路局，现为石获铁路与石太客运专线的连接点。
“获”应读huái，这是“获鹿县”（今河北省石家庄市鹿泉区）的“获”音的影响。